# Bridget Marquardt
Bridget Marquardt (născut la Bridget Christina Sandmeier, 25 septembrie 1973) este o personalitate de televiziune, fotomodel și actriță americană. Ea este cel mai bine cunoscut pentru rolul ei din serialul de televiziune The Girls Next Door, care descrie viața ei ca una din prietenele lui Hugh Hefner.

## Copilăria și educația
Marquardt s-a născut în Oregon după ce familia ei s-a mutat acolo din California. La scurt timp după naștere, mama ei s-a mutat cu familia înapoi în California, în cazul în care Marquardt a fost ridicată. Părinții ei au divorțat mai târziu și mama ei, apoi s-a recăsătorit.
Marquardt a absolvit o facultate cu un grad asociat. Ea înmatriculați la universitate în Sacramento, California și a absolvit în 1998 cu un licențiat în comunicații și un accent pe relațiile publice. În 2001, ea a primit diploma de master ei în comunicații de la universitate. Ea a luat mai târziu, un curs de nivel de absolvent în jurnalism în UCLA, care a fost reprezentate pe primul sezon al The Girls Next Door, mai ales atunci când ea a trebuit să plece pentru a participa la examenul ei final.

## Carieră
La sfatul prietenilor care a sugerat ea pune pentru revista Playboy, Bridget a trimis o scrisoare Playboy întrebător cum să deveniți o Playmate. În 2001, Marquardt mutat la Los Angeles și a făcut de locuri de muncă locale, de modelare și roluri mici care acționează. După testare, fără succes, de două ori pentru Playboy, ea a fost invitata la Playboy Mansion și în curând a devenit regulat acolo. În octombrie 2002, după mai mult de un an de a vizita palat, ea a fost invitată să se mute într-și să devină una din prietenele lui Hugh Hefner.
Marquardt este inclus in serialul de televiziune The Girls Next Door pe E!, și a apărut cu Holly Madison și Kendra Wilkinson în trei se referă la a revistei Playboy, în noiembrie 2005, septembrie 2006 și martie 2008. Ea a apărut în mai multe filme, inclusiv o comedie de groază în care ea descrie un om de stiinta a face cercetare genetică pe iepuri. Ea a apărut într-un episod din Curb Your Enthusiasm  împreună cu Madison și Hefner în 2005. Ea a apărut, de asemenea, ca ea impreuna cu Madison, Wilkinson și Hefner într-un episod din Entourage.
Marquardt a făcut aparitia ei finală în Playboy în februarie 2009, într-o fotografie nud răspândirea împușcat cu Madison și Wilkinson, care a fost touted ca un rămas bun de la The Girls Next Door. Marquardt a găzduit programul de televiziune Bridget's Sexiest Beaches pe Travel Channel, care a debutat în martie 2009 și sa încheiat după un sezon.
În aprilie 2010, Marquardt a anuntat planurile pentru seria realitate ei propria. Episod pilot va trage în luna aprilie și va acoperi viața ei, după Playboy Mansion și relația ei actuala. În martie 2011, Bridget a anunțat pe pagina ei de Twitter că canal E! a decis să nu ridica seria ei realitate, dar a declarat că ea se bucură de oportunități alte.

## Viața personală
În septembrie 2007, Marquardt a declarat că a fost căsătorit, dar separate și au fost trăiesc în Playboy Mansion din octombrie 2002. Potrivit interviu, sotul ei sprijinit mutarea ei la Los Angeles, care au rămas prieteni, și că acestea au fost în procesul de divorț. Într-un interviu decembrie 2008, Marquardt a declarat că ea a fost unic, iar la începutul lui ianuarie 2009, s-a raportat că ea a mutat din Playboy pentru a deveni persoana ei.